# بوران بنت الحسن
بُوران بنت الحَسَن بن سَهْل السَّرخَسِي (بالفارسيَّة: پوران بنت حسن) (2 صفر 192 - 28 ربيع الأول 271 هـ / 6 ديسمبر 807 - 21 سبتمبر 884 م) واسمها الحقيقي خديجة، هي شاعرة ومُتفقهة في عُلوم النُّجوم، ابنة الوزير والوالي الحَسَن بن سَهْل، وابنة أخت الوزير المُفوَّض الفَضْل بن سَهْل، والزوجة الثَّانية للخليفةُ العبَّاسِي عبد الله المأمُون.

## أصل التسمية
كان اسمُها خديجة، إلا أنها عُرفت لاحقًا باسم بُوران، ومن المُحتمل أنها سُميت على اسم الملكة الساسانية بوران دَخْت (630-632).

## زواجها من المأمُون

### خلفية
عقد المأمُون قُرآنَهُ على بُوران ابنة الوزير من أصلٍ فارسيّ الحسن بنُ سَهْل، في عام 202 هـ / 817 م وكان زواجًا سياسيًا بالمقام الأوَّل، وذلك في فترةٍ قصيرة بعد أن تخلَّص من عمِّها ووزيرُهُ الفَضْلُ بن سَهْل السَّرخَسِيُّ لأفعاله، حيث خشي انتقاض الفُرس عليه أو قيامهم بثورة، فأراد أن يستميلهُم بهذه الرابطة الجديدة. ومع أنهُ عقد عليها القُرآن حين كان عُمرها عشرةُ أعوام، إلا أنه لم يجْتمع معها ويتزوَّجها فعليًا حتى بلغت الثَّامنة عَشر من عُمرِها، وتحديدًا في رَمَضان 210 هـ / دِيسَمْبَر 825 م. وقيل أن تأجيله للزواج هو تردده في إتمامه، حتى لم يجد بأسًا من ذلك.

### حفل زفافهما
يُروى في الكثير من المصادر التَّارِيخيَّة أن عُرس بُوران من الأعراس التي ما زالت تُذكر لفخامتِها، وما أحاط بهِ آلُ سَهْل أنفُسهم فيه من الثَّراء وما أبدوه، حين زُفَّت إليه ودخل المأمُون للقائها، كان عندها أختُهُ حمدونة بنت الرَّشيد، وزوجةُ أبيه زُبَيْدة بنت جَعْفَر أم الأمين، وجدَّة بُوران أم الفَضْل، ووالدها الحسن بنُ سَهْل. وكجزء من الاحتفال الباهِر والزِّينة الكثيرة، نثرت عليهما جدتها ألف دُرَّةٍ كانت في صينية ذهب، فأمر المأمُون أن تُجمَع من الأرض، حيث أنه أنكر ذلك ووصفهُ بالإسراف، فقيل لهُ:«يا أميرُ المُؤمِنين، إنما نثرناهُ لتتلقَّطهُ الجَواري»، فأجابهم: «لا أنا أعُوَّضِهنَّ خيرًا من ذلك». فجُمعت كما كانت في الطبق، ووضعها في حجر بوران وقال: «هذه نحلتك، وسلي حوائجك»، فسكتت حياءً، فقالت لها جدتها: «كلمي سيدك واسأليه حوائجك فقد أمرك»، فسألته الرِّضا عن إبراهيم بن المهدي حيثُ ثار على المأمُون سابقًا، ولعلَّهُ بإيعازٍ من أهلِها وكإشارة إلى بداية الخير في زواجِهمِا، فقال لها:«قد فعلت»، ثم سألته الإذن لزوجة أبيه لزُبَيْدة بنت جعفر في أن تسير إلى الحج، فأجابها وأذِن لها، فألبستها السيَّدة زُبيدة البدنةُ الأُمَويَّة تعبيرًا عن سُرورها، وابتنى بها في ليلته.
أقام المأمُون عند الحسن بنُ سَهْل، مُدةَ سَبْعَةَ عَشْرَ يومًا، وكان مبلغ ما أنفق ابنُ سَهْل على المأمُون وعسكره ما يُوازي خمسين ألف ألف درهم، وأمر المأمُون بعد انصرافه أن يدفَع إلى الحسن عشرة آلاف ألفٍ من مال ولاية فارس، وأقطعه منطقة الصلح، فحُملت إليه على المكان، ولكثرة ما لدى الحَسَن، أمر بتفريق المال الذي أعطاهُ المأمُون بين قُوَّادِهِ، وأصحابِه، وحشَمِه، وخدمِه.

## بعد زواجها
دخلت بوران بعد ذلك ضمن حرم الخليفة، ولا يُعرف عنها سوى القليل من الأشياء. ويُنسب إلىيها ابتكار طبق البوراني.

## وفاتها
بعد وفاة زوجُها المأمُون، منحها والدها القصر الحسني على نهر دجلة، وتقاعدت فيه عندما ترمَّلت عام 833 م. ومِما يُعرف أنها كانت تُرثي المأمُون، مُعبرة عن جمال قصَّتها معهُ ونهايةً لمجدٍ عاشتهُ قائلة:وقد رثت بُوران زوجُها المأمُون بعد وفاتِه، تعبيرًا عن جمال قِصَّتها معه، ونهايةً للمجد الذي عاشته، قائلة:
وقد عاصرت بُوران الأحداث المأساويَّة والفوضى اللاحقة التي جرت في فَوْضَى سامرَّاء وتغيُّر الأحوال السياسيَّة والاقتصاديَّة، وظهور ثَوْرة الزَّنج في جُنوب العِراق ثم نهايتهم على يد الخليفة أحمد المعتمد على الله وعودة الاستقرار والنَّهضة إلى بَغْدَاد ونواحيها، حتى وفاتها في 21 سبتمبر 884 م، عن عُمرٍ ناهز 76 عامًا.